# Zbór Chrześcijański w RP
Zbór Chrześcijański w Rzeczypospolitej Polskiej – ewangelikalno-protestancki związek wyznaniowy, działający na terenie Polski od 1986 roku. Zarejestrowany 10 kwietnia 1990 roku. 
Zbór prowadzi działalność duszpasterską dla swoich członków. Jedynym źródłem woli Bożej jest Pismo Święte. Na czele Zboru stoi co najmniej 2 braci starszych nazywanych biskupami. W 2009 roku Zbór posiadał 55 wiernych i 6 duchownych skupionych w trzech parafiach. Działalność prowadzi na terenie województw: mazowieckiego, kujawsko-pomorskiego i łódzkiego.